# Església de Sant Josep (Amman)
L'Església de Sant Josep, també coneguda com a Església Llatina de Jabal Amman, (en àrab: كنيسة القديس يوسف) és una església catòlica que es troba a la ciutat d'Amman capital del Regne de Jordània.
Com el seu nom indica el temple està dedicat a Josep de Natzaret. És una de les parròquies sota la responsabilitat del Patriarcat Llatí de Jerusalem (Patriarcha Hierosolymitanus Latinorum). En 2015 l'església va servir per a albergar refugiats que van fugir de la Guerra contra Estat Islàmic. Esta iniciativa també la van adoptar més de 40 esglésies a tot el país, just després que el rei Abdalá II de Jordània estenguera una invitació als cristians iraquians perquè vingueren al seu territori, i el Vaticà anunciara l'aprovació de fons per a ajudar-los.